# Kendre Miller
Kendre Miller (Mount Enterprise, 11 giugno 2002) è un giocatore di football americano statunitense che milita nel ruolo di running back per i New Orleans Saints della National Football League (NFL).

## Carriera

### New Orleans Saints
Al college Miller giocò a football a TCU. Fu scelto nel corso del terzo giro (71º assoluto) del Draft NFL 2023 dai New Orleans Saints. Debuttò come professionista subentrando nella gara del terzo turno vinta contro i Green Bay Packers correndo 9 volte per 34 yard. Dopo un'annata da rookie segnata dagli infortuni, riuscì a mettersi in mostra nell'ultimo turno vinto contro gli Atlanta Falcons in cui, con l'assenza del titolare Alvin Kamara, corse un massimo stagionale di 73 yard e segnò il suo primo touchdown su una corsa da 3 yard. La sua prima stagione si chiuse con 156 yard corse in 8 presenze, nessuna delle quali come titolare.
Nella settimana 14 della stagione 2024, Miller segnò su corsa il touchdown della vittoria contro i New York Giants.